# Кирилловка (Спасский район)
Кири́лловка — деревня в Спасском районе Нижегородской области. Входит в состав Красноватрасского сельсовета.

## География
Деревня располагается на правом берегу реки Урги. Деревня расположена в 137 километрах от нижнего новгорода. Ближайший город Ядрин в чувашской республики ( в 57 километрах )

## Население
| 2002 | 2010 |
| ---- | ---- |
| 95   | ↘42  |